# Mont Igikpak
Le mont Igikpak, en anglais Mount Igikpak, est un sommet montagneux américain dans le borough de Northwest Arctic, en Alaska. Il culmine à 2 523 mètres d'altitude dans la chaîne Brooks. Il est protégé au sein des parc national et réserve des Gates of the Arctic et de la Gates of the Arctic Wilderness, dont il est le point culminant.